# Robert Quante

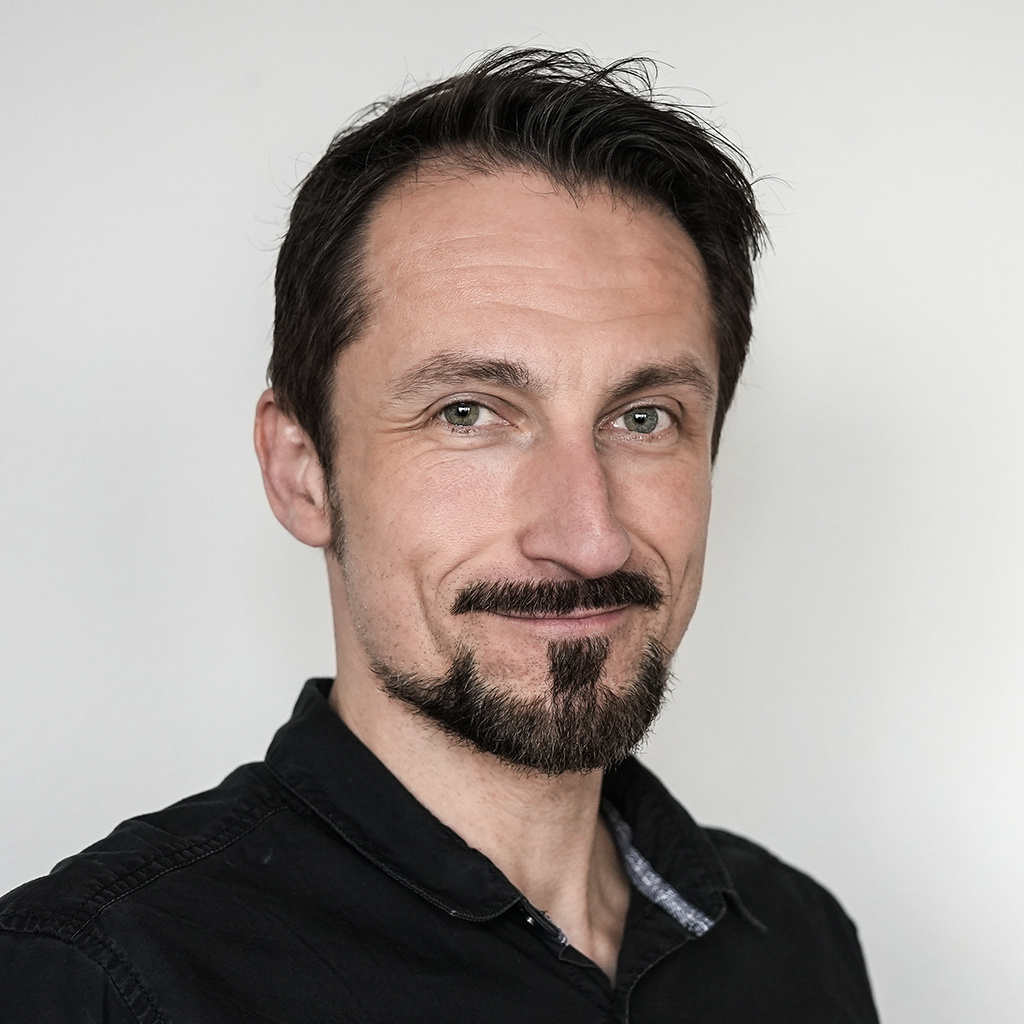
Robert Quante

Robert Quante (* 30. März 1977 in Emden) ist ein deutscher Kameramann und Filmeditor.

## Leben
Quante studierte an der Hochschule Emden/Leer und machte 2008 einen Abschluss als Diplom-Ingenieur für Medientechnik (FH). Während des Studiums spezialisierte er sich auf Kamera und Schnitt. Nach seinem Abschluss zog er nach Berlin und arbeitet seitdem als Kameramann und Editor für Dokumentarfilme, Reportagen, Imagefilme und Magazinbeiträge. 2010 lief der Dokumentarfilm Postcard to Daddy, bei dem er für den Schnitt zuständig war, auf der 60. Berlinale.
Von 2011 bis 2014 arbeitete er regelmäßig für das ZDF-Verbrauchermagazin WISO und übernahm die Ausbildung der Mediengestalter Bild-/Ton.
Seit 2015 erstellt er für die Informationsplattform "Bioökonomie.de" des BMBF, Magazinbeiträge, Erklärfilme, Reportage und Forscherportraits.

## Filmografie (Auswahl)
- 2010: Postcard to Daddy
- 2012: Der Dom von Florenz – Dokumentarfilm Oculusfilm
- 2013: Leben, Lieben und Sterben in Pompeji – Dokumentarfilm Oculusfilm
- 2013: Healing By Sharing: A Trip Through Kenya

## Fernsehproduktionen (Auswahl)
- von 2011 bis 2014 WISO (Fernsehsendung) für folgende Themenblöcke
  - WISO ermittelt
  - WISO-Werkstatt
  - Der WISO Oma-Trick

## Webproduktionen (Auswahl)
- seit 2015 Beiträge für Bioökonomie.de für folgende Themenblöcke
  - DIE BIOPIONIERE
  - ZOOM
  - EXTRA
  - EXPRESS